# 尚-呂克·拉高斯
尚-呂克·拉高斯（法語：Jean-Luc Lagarce，發音：[ʒɑ̃ lyk laɡaʁs]；1957年2月14日—1995年9月30日）是一名法國男演員、戲劇導演和劇作家。儘管在他的生前取得了一定的成功，但自他逝世以來，他已成為法國當代最廣為流傳的劇作家之一。
拉高斯出生於法國上索恩省的埃里庫爾，在接受教育。1978年，他是拉魯特劇院的創始人之一，在開始演出自己的戲劇之前，他曾執導過皮耶·德·馬里沃、欧仁·马兰·拉比什和歐仁·尤內斯庫等劇作家的作品。他的一些早期劇作被批評為尤內斯庫或薩繆爾·貝克特的衍生品。儘管他的一些劇本由Théâtre Ouvert出版或錄製成廣播劇，但在他的一生中只有少數劇本曾被演出過。
拉高斯在一生中出版了25部劇本，並於1995年死於愛滋病。他還出版了一部短篇小說，寫了一部歌劇劇本和一部電影劇本，並共同創立Les Solitaires intempestifs出版公司。他死後被評論家們重新發現，作為法國最重要的現代劇作家之一得到更廣泛的認可。這導致許多海外演出，如路易斯·佩托的巴西版《Music-Hall》，該劇在2010年獲得戲劇貝殼獎
2015年，電影導演札維耶·多藍將拉高斯的《不過就是世界末日》改編為同名電影，該片獲得2016年坎城影展的评审团大奖和天主教人道精神獎。《Le pays lointain》於2019年在巴黎奧德恩劇院製作。